# دووخولیسکا
دووخولیسکا (به لهستانی:  Dołholiska) یک روستا در لهستان است که در گمینا ویشنگتسه واقع شده‌است.